# Койляк Олег Володимирович
Оле́г Володи́мирович Койля́к (1993-2023) — український військовослужбовець, учасник російсько-української війни.

## Життєпис
Народився 9 квітня 1993 року в селі Вовчинець Івано-Франківської області. На початку 2014 року служив на кораблі «Тернопіль». Олег відмовившись перейти на бік російських окупантів покинув Крим та повернувся на підконтрольну Україні територію. Після чого ще півроку служив на українському судні. Згодом перевівся у роту охорони штабу військово-морських сил. Брав участь в обороні Маріуполя від проросійських сепаратистів. У квітні 2017 переїхав разом з дружиною до Івано-франківська. Після закінчення війського контракту почав займатися волонтерством.
З перших днів повномасштабного вторгнення долучився до лав збройних сил. 
Загинув 17 квітня 2023 року поблизу міста Вугледар Донецької області.
Поховали воїна у рідному селі Вовчинець. 

## Нагороди
- Орден «За мужність» III ступеня (16 серпня 2023, посмертно) — за особисту мужність, виявлену у захисті державного суверенітету та територіальної цілісності України, самовіддане виконання військового обов'язку[2].